# Valdivionyx crassipes
Valdivionyx crassipes is een hooiwagen uit de familie Triaenonychidae.